# Petiso carambanal
Un petiso carambanal, a les historietes de Super Llopis creades per Jan, és un ésser diminut, ventrut i habitualment de color groc. Van ser descrits per l'autor com un producte ectoplàsmic originat per l'energia supermediúmnica de Super Llopis que apareix al voltant de la seva figura.

## Creació i trajectòria editorial
La idea de crear aquests personatges li va sorgir a Jan després de llegir sobre parapsicologia, paraciències, històries d'ectoplasmes i espiritisme de l'època de «El retorno de los brujos».
Van aparèixer per primera vegada en la historieta: Al centre de la Terra (1984), tot i que amb anterioritat ja s'havien pogut veure uns «primitius» petisos de color verd en algunes portades de revistes de Super Llopis d'Edicions B.
No és fins l'aparició de «La espantosa, extraña, terrífica historieta de los petisos carambanales» (1987-1988), on s'explica la procedència d'aquests éssers, tenint també un paper destacat a «Petisoperías» (1989). Totes dues historietes de van publicar de manera consecutiva en la revista Supoer Llopis, on es van incloure dues pàgines que van servir d'enllaç a les dues aventures.

## Característiques
Utilitzats com un tòpic més del dibuixant, són un recurs visual per a captar l'atenció del lector, compondre o enquadrar.
No tots els petisos són iguals en totes les seves aparicions. Després d'uns primers còmics amb preponderància de petisos calbs, el seu estil i pentinat va variant en successius àlbums. Salvant el canvi degut a la pròpia evolució del dibuix de Jan, en diverses historietes aquests éssers adopten una determinada aparença segons l'escenari en el qual discorre l'acció. A «El castell de sorra», la trama de la qual se situa en ple desert, alguns dels petisos apareixen amb turbant. Un altre exemple el trobem en «La banda del Drac Despentinat», còmic que transcorre en un Japó alternatiu, i on alguns d'ells apareixen amb ulls ametllats.

## Alfabet petiso

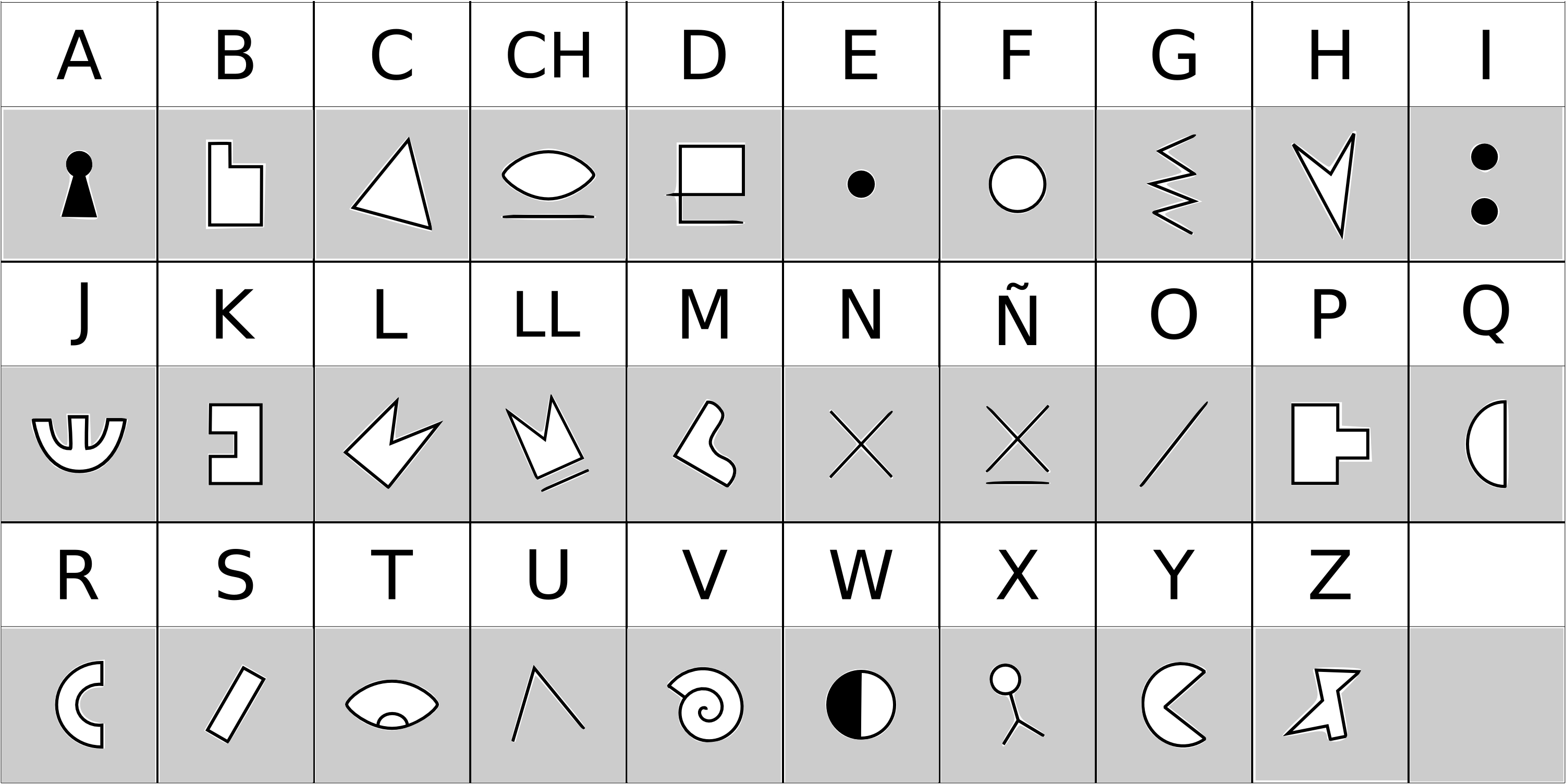
Taula de correspondència de l'alfabet petiso.

Jan va crear per a aquestes historietes un alfabet petiso, al que no va donar molta importància, fet que explica que faltessin hacs i accents. El director de la revista Super Llopis va proposar fer un concurs amb premi per a qui el desxifrés i el nen que el va guanyar va ser en Jordi Coll, qui posteriorment es va convertir en el director de Amaníaco.

## Llegat
Aquests éssers han estat parodiats en la sèrie d'animació «Cálico Electrónico» amb l'aparició d'uns personatges anomenats «pelusos carambanales». Aquests són argentins, i tenen el pèl com Maradona. Es caracteritzen per reproduir-se molt ràpidament, tant que van arribar a envair la ciutat.